# 11510 Borges
11510 Borges este un asteroid din centura principală de asteroizi.

## Descriere
11510 Borges este un asteroid din centura principală de asteroizi. A fost descoperit pe 11 noiembrie 1990 la Observatorul La Silla de Eric Walter Elst. El prezintă o orbită caracterizată de o semiaxă mare de 2,85 ua, o excentricitate de 0,08 și o înclinație de 15,3° în raport cu ecliptica.